# Gheorghe Ucenescu
Gheorghe Ucenescu, född 20 april 1830 i Cisnădie, död 25 januari 1896 i Brașov, var en rumänsk kompositör.
Ucenescu antas ha komponerat den grundläggande melodin till Rumäniens nationalsång Deșteaptă-te, române så att Anton Pann slutförde kompositionen med några små ändringar. Ucenescu var en av Panns elever.